# Lothar von Trotha
Adrian Dietrich Lothar von Trotha (ur. 3 lipca 1848 w Magdeburgu, zm. 31 marca 1920 w Bonn) – pruski generał piechoty, ludobójca. 

## Życiorys
W 1865 zgłosił się do wojska pruskiego i brał udział w wojnie prusko-austriackiej. Podczas wojny francusko-pruskiej w 1871 został odznaczony Krzyżem Żelaznym II Klasy. 17 sierpnia 1900 został dowódcą 1. Wschodnioazjatyckiej Brygady piechoty, biorącej udział w zwalczaniu powstania bokserów w Chinach. 3 maja 1904 został mianowany dowódcą Schutztruppe w Niemieckiej Afryce Południowo-Zachodniej. W latach 1904–1905 był jednocześnie gubernatorem kolonii.
Podczas powstania ludu Herero w 1904 rozgromił powstańców tubylczych w bitwie pod Waterbergiem. Herero musieli wycofać się na pustynię Kalahari, gdzie wielu z nich umarło z pragnienia. Ponadto niemieckie patrole strzegły źródeł wody, strzelając do zbliżających się tubylców. Zaledwie części z nich udało się zbiec do sąsiednich terytoriów brytyjskich. Jesienią 1904 doszło do kolejnego powstania ludu Nama pod wodzą Hendrika Witbooi i Jakoba Morenga – po śmierci Witbooi w bitwie pod Fahlgras, von Trotha uważał swoje zadanie za wykonane i powrócił do Niemiec. Za swoje osiągnięcia podczas tych powstań odznaczony został orderem Pour le Mérite, jednak za brutalność którą okazał, demonstracyjnie nie został przyjęty przez cesarza Wilhelma II.
Szczególnie kontrowersyjny był jego list do ludu Herero z 1904, w którym groził strzelaniem do kobiet i dzieci.

## Odznaczenia
- Order Pour le Mérite[1]
- Order Orła Czerwonego II klasy z liśćmi dębu i mieczami[2]
- Order Królewski Korony II klasy z mieczami na pierścieniu i gwiazdą[2]
- Krzyż Żelazny II klasy[2]
- Odznaka za Służbę Wojskową[2]
- Krzyż Pamiątkowy 1866[1]
- Chiński Medal Pamiątkowy[1]
- Krzyż Żasługi Orderu Gryfa (Meklemburgia)[2]
- Komandor I klast Orderu Alberta z dekoracją wojenną (Saksonia)[2]
- Komandor Orderu Sokoła Białego (Saksonia-Weimar)[2]
- Wielki Oficer Orderu Korony Włoch (Królestwo Włoch)[2]
- Kawaler Orderu Leopolda (Austro-Węgry)[2]
- Kawaler Orderu Korony Żelaznej III klasy (Austro-Węgry)[2]
- Komandor z Gwiazdą Orderu Franciszka Józefa (Austro-Węgry)[2]